# Одилон (граф Жироны)

Графства Испанской марки в начале IX века

Одило́н (фр. Odilon, кат. Odiló; умер между 812 и 820) — граф Жироны (между 801 и 812 — между 812 и 820).

## Биография
Одилон стал в графстве Жирона (в состав которого входил также паг Бесалу) преемником графа Ростана. Точная дата этого события не установлена: последнее сообщение исторических источников о Ростане относится к 801 году, первое упоминание Одилона как графа Жироны — к 812 году. Возможно, при назначении Одилона из Жиронского графства был выделен входивший в него ранее паг Ампурьяс: преобразованный в самостоятельное графство, он был отдан под управление графа Эрменгера.
2 апреля 812 года датирована хартия императора Запада Карла Великого, данная им в пользу готских переселенцев, бежавших во Франкское государство из завоёванных мусульманами областей Пиренейского полуострова. Документ был выдан императором Карлом в ответ на переданную ему делегацией переселенцев петицию на действия графов, управлявших пограничными с Кордовским эмиратом землями империи. В хартии Карл Великий приказывал Одилону и другим графам Испанской и Готской марок, на которых была принесена жалоба, прекратить притеснения готских переселенцев, снизить налагаемые на них государственные налоги и отказаться от практики захватов принадлежавших им земель. Контроль за выполнением этого указа император возлагал на своего сына, короля Аквитании Людовика, и на архиепископа Арля Иоанна II. Впоследствии, хартии в поддержку этих переселенцев давал и император Людовик I Благочестивый (в 815 и 816 годах).
Во время своего правления Одилон способствовал заселению пустующих земель своего графства. Об этом свидетельствует хартия императора Людовика Благочестивого, датированная 822 годом, в которой сказано, что подобное разрешение правитель Жироны дал в 812 году аббату Бониту, основавшему на землях графства монастырь Сан-Эстеве-де-Баньолас.
Точная дата и обстоятельства, при которых Одилон перестал быть графом Жироны, неизвестны. В 820 году, при лишении императором Людовиком графа Барселоны Беры всех его владений, в их числе упоминалось и графство Жирона. Сведения одной из хартий от 817 года, связывающей некоего графа Рагонфреда с Жироной, современные историки считают сообщением о поездке государева посланца, направленного в графство для инспекции.